# Торт мечты
«Торт мечты» (дат. drømmekage) — десерт, приготовленный из сахара, масла, яиц и муки с густой глазурью из коричневого сахара и кокосовой муки. Торт хорошо известен в Дании и занял совместное четвёртое место, вместе с тортом со взбитыми сливками, как самый популярный в опросе газеты metroexpress. «Торт мечты» также можно приготовить из смеси, которую можно купить во многих продуктовых магазинах.

## История
«Торт мечты» позиционируется хлебопекарной компанией «Амо» как «торт-мечта от Бровста». Но это не совсем верно, так как более точно можно проследить до деревни Клоккерхольм в Вендсисселе. Здесь Йитте Андерсен узнала рецепт от своей бабушки Мари Нильсен Хёйгаард, жившей в Остергаарде, где торт в семье был известен как Østergaardkagen. Торт и рецепт она привезла на конкурс выпечки в Бровсте, организованный в 1960 году ассоциацией домохозяек. Полгода спустя в местном бакалейном магазине она обнаружила, что «Амо» перепечатал рецепт её бабушки под названием Drømmekage fra Brovst. В оригинальном рецепте сахар и яйца взбиваются на паровой бане, чтобы пирог получился воздушным и долго хранился.